# Kombi (program)
Kombi – zintegrowany system do składu dokumentów stworzony przez polską firmę 3n. W skład pakietu wchodzą edytory: tekstu, grafiki wektorowej oraz grafiki rastrowej. Pierwsze wersje przeznaczone były do pracy na Atari ST. W 1996 r. rozpoczęły się prace nad wersją dla platformy PC, pierwsza wersja dla Windows oznaczona numerem 2.0 ukazała się oficjalnie w 1998 r.  
W skład pakietu wchodzą programy uzupełniające (największy z nich to Kombikor – edytor tekstów z wbudowanymi słownikiem ortograficznym, synonimów i modułem dzielenia wyrazów) oraz liczne rozszerzenia wzbogacające Kombi o możliwości m.in. generowania kodów paskowych i plików PDF.